# Lansing (Ohio)
Lansing – jednostka osadnicza w Stanach Zjednoczonych, w stanie Ohio, w hrabstwie Belmont.